# Kirsten Munks hus

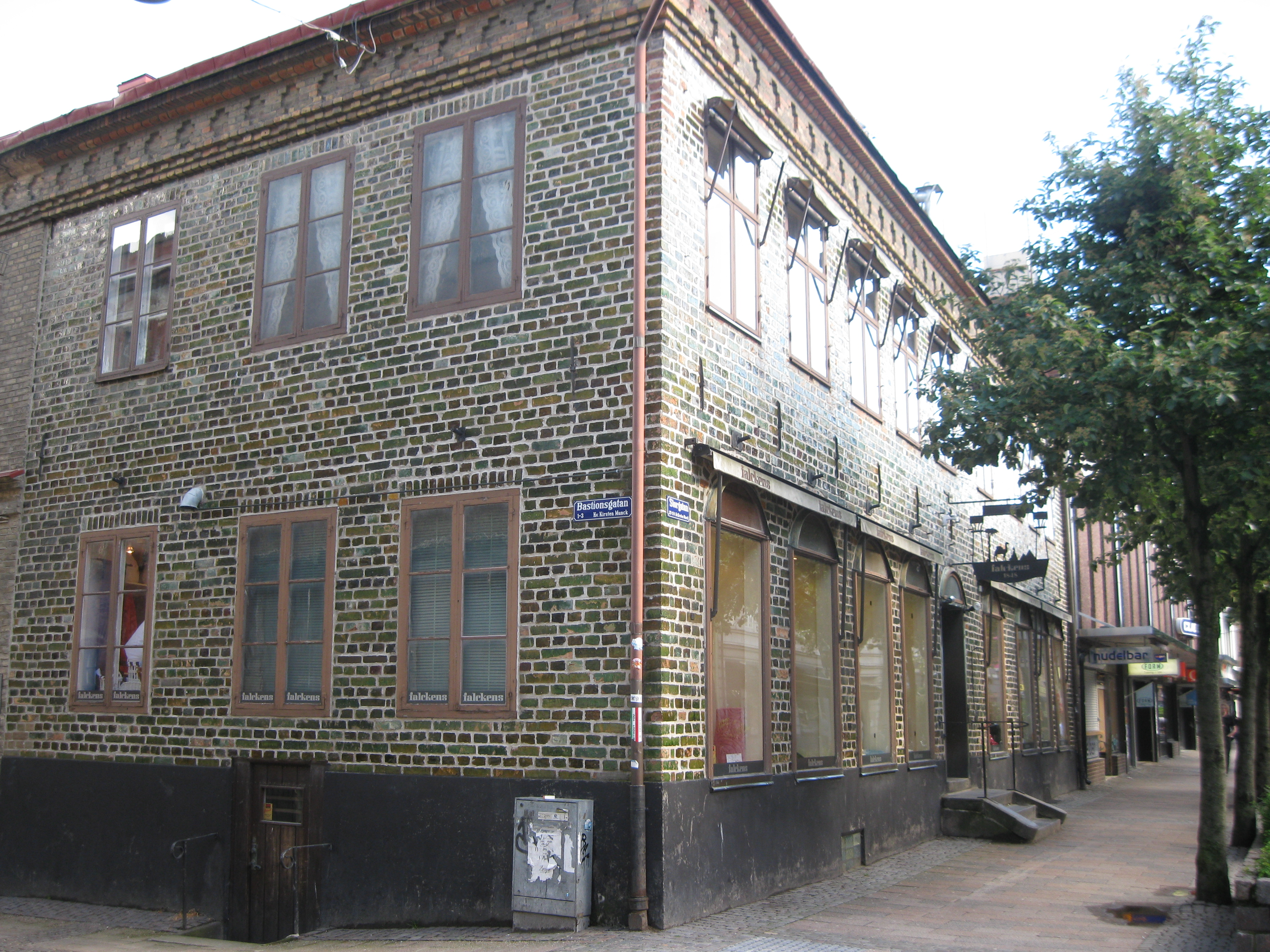
Kirsten Munks hus

Kirsten Munks hus är ett hus på Storgatan i Halmstad och är sedan 25 augusti 1977 byggnadsminnesförklarat. Det utmärker sig med sin fasad av grönglaserat holländskt tegel i kryssförband.
Trots namnet har Kirsten Munk aldrig bott i huset. Det byggdes troligen av den dåvarande borgmästaren i Halmstad, Albrekt Pedersen Mackum, någon gång efter stadsbranden 1619. Det är belagt att det fanns ett hus på tomten 1620. Husets kryssvälvda källare kan dock vara äldre. Huset byggdes troligen till på höjden 1868. Sedan mitten av 1800-talet har Falckens textil AB haft verksamhet i huset och sedan 1917 ägs det av länsmuseet. Sedan 2020 huserar Fredblad Arkitekter i husets entrévåning.